# Deolinda Gimo
Deolinda Mulói Gimo (Maputo, 15 agosto 1987) è un'ex cestista mozambicana.

## Carriera
Con il Mozambico ha disputato i Campionati mondiali del 2014 e sette edizioni dei Campionati africani (2005, 2007, 2011, 2013, 2015, 2019, 2021).